# La Malahá
La Malahá – gmina w Hiszpanii, w prowincji Grenada, w Andaluzji, o powierzchni 25,42 km². W 2024 roku gmina liczyła 1881 mieszkańców.